# Бриџпорт (Илиноис)
Бриџпорт (енгл. Bridgeport) град је у америчкој савезној држави Илиноис. По попису становништва из 2010. у њему је живело 1.886 становника.

## Демографија
Према попису становништва из 2010. у граду је живело 1.886 становника, што је 282 (13,0%) становника мање него 2000. године.
| Група             | 2000.         | 2010.         |
| Белци             | 2.132 (98,3%) | 1.846 (97,9%) |
| Афроамериканци    | 10 (0,5%)     | 6 (0,3%)      |
| Азијати           | 0 (0,0%)      | 0 (0,0%)      |
| Хиспаноамериканци | 8 (0,4%)      | 20 (1,1%)     |
| Укупно            | 2.168         | 1.886         |